# Giovanna Maldotti
Giovanna Maldotti (Milano, 14 febbraio 1963) è un'attrice e conduttrice televisiva italiana.

## Biografia
Dopo l'esordio da valletta nel 1980 nel programma Pane, Burro e Zucchero condotto da Maurizio Introna ed in onda sull’emittente GRP di Torino, ha presentato svariati programmi sulla Rai, tra cui la rubrica sportiva Vinovo Corre (1981-82), il contenitore mattutino di Rai 2 Week-end (1987-88) e la rubrica di moda a cura di Vittorio Corona 1990 Mode - 50 minuti di attualità e costume (1990). Ha inoltre lavorato anche per Telepiù come annunciatrice e conduttrice di rubriche di approfondimento.
Molti la ricordano per aver partecipato al film Impiegati di Pupi Avati nel ruolo di Marcella, bella e giovane impiegata di banca. Successivamente sempre con Pupi Avati ha recitato nel film Ultimo minuto.
Dopo aver lasciato il mondo dello spettacolo, ha aperto un negozio di abbigliamento femminile a Torino.

## Filmografia
- Una passione coniugale, regia di Mario Forges Davanzati (1982)
- Impiegati, regia di Pupi Avati (1985)
- Ultimo minuto, regia di Pupi Avati (1987)